# Kuami Agboh
Kuami Agboh (ur. 28 grudnia 1977 w Tsévié) – togijski piłkarz występujący na pozycji defensywnego pomocnika.

## Kariera
Swoją karierę zaczynał pod okiem legendarnego Guya Rouxa, spędził aż osiem sezonów w AJ Auxerre, z krótkim epizodem w Grenoble Foot. Później grał przez jeden sezon w belgijskim KSK Beveren oraz w fińskiej drużynie MyPa-47. Ma za sobą występy w młodzieżowej reprezentacji Francji. Reprezentacyjny debiut zaliczył 11 listopada 2005 roku podczas meczu z Paragwajem.
| Sezon   | Klub          | Kraj      | Flaga     | Rozgrywki     | Mecze | Bramki |
| ------- | ------------- | --------- | --------- | ------------- | ----- | ------ |
| 1997/98 | AJ Auxerre B  | Francja   | Francja   | CFA           | 14    | 1      |
| 1997/98 | AJ Auxerre    | Francja   | Francja   | Division 1    | 8     | 0      |
| 1998/99 | AJ Auxerre    | Francja   | Francja   | Division 1    | 24    | 0      |
| 1999/00 | AJ Auxerre    | Francja   | Francja   | Division 1    | 26    | 0      |
| 2000/01 | AJ Auxerre    | Francja   | Francja   | Division 1    | 15    | 0      |
| 2001/02 | AJ Auxerre    | Francja   | Francja   | Division 1    | 1     | 0      |
| 2002/03 | AJ Auxerre    | Francja   | Francja   | Ligue 1       | 2     | 0      |
| 2002/03 | AJ Auxerre B  | Francja   | Francja   | CFA           | 25    | 0      |
| 2003/04 | Grenoble Foot | Francja   | Francja   | Ligue 2       | 28    | 1      |
| 2004/05 | AJ Auxerre    | Francja   | Francja   | Ligue 1       | 0     | 0      |
| 2005/06 | AJ Auxerre B  | Francja   | Francja   | CFA           | 7     | 1      |
| 2005/06 | KSK Beveren   | Belgia    | Belgia    | Eerste Klasse | 9     | 1      |
| 2007    | MyPa-47       | Finlandia | Finlandia | Veikkausliiga | 19    | 0      |
| 2008    | MyPa-47       | Finlandia | Finlandia | Veikkausliiga | 5     | 0      |